# 액션 카메라

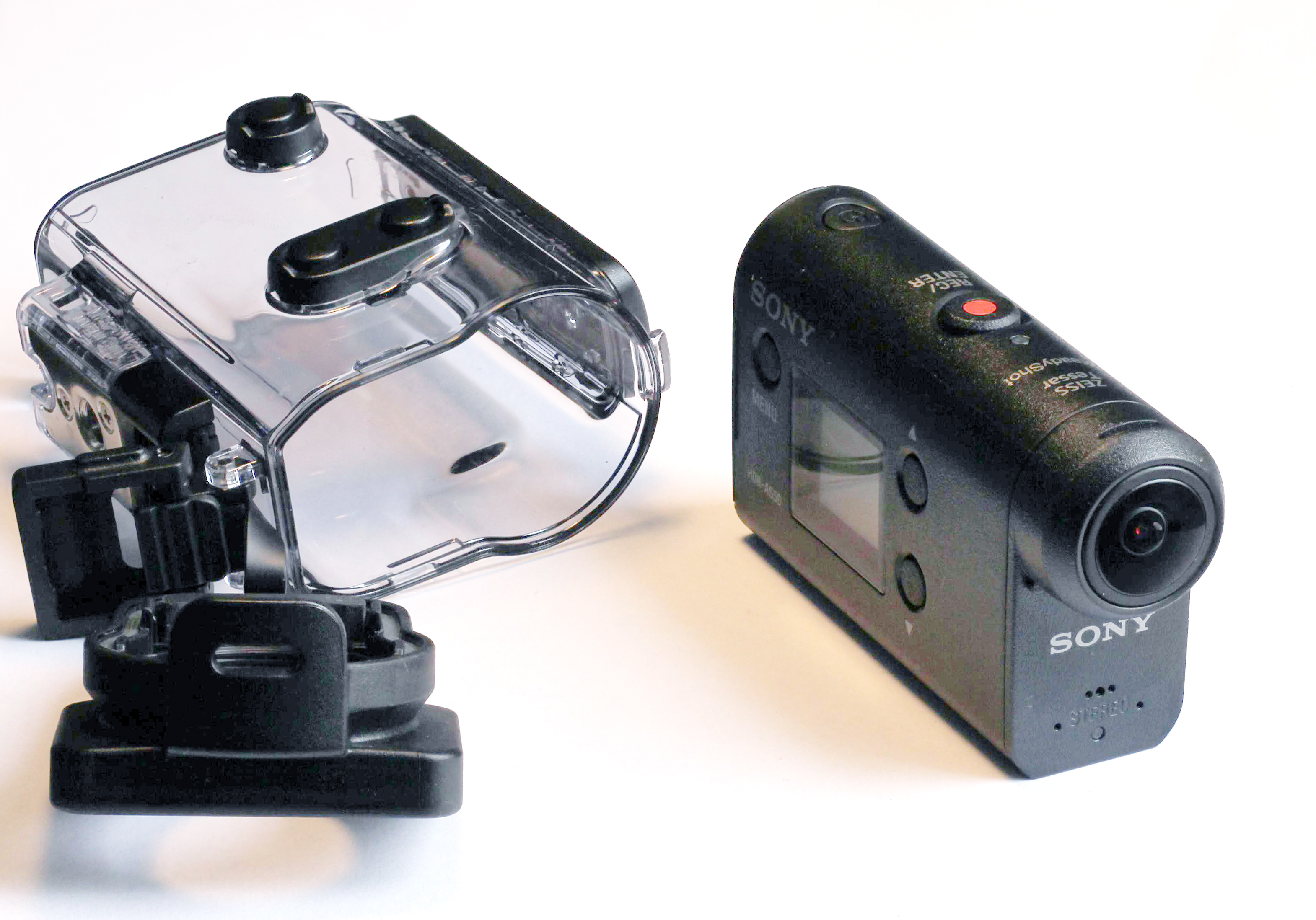
수중 촬영이 가능한 액션 카메라

액션 카메라(영어: action camera) 혹은 액션캠(영어: action cam)은 야외 활동과 스포츠 경기 등에서 동영상 촬영을 하는 카메라를 의미한다. 보통은 CMOS 이미지 센서를 사용하며 버스트 모드와 타임랩스 모드로 사진을 찍거나 고선명 비디오(2019년 기준으로, 중고급형 액션 카메라는 4K 해상도 영상의 60fps로 녹화 가능)의 녹화가 가능하다. 120 또는 240fps의 슬로모션 동영상 녹화도 일반화되어 있다.

## 제품 계열
고프로 라인 외에 다음 모델이 포함된다:
- 소니 HDR-AS10, HDR-AS15, HDR-AS30V[2][3]
- 가르민 VIRB[4]
- 파나소닉 HX-A500E[5]
- 도시바 Camileo X-Sports[6]
- 폴라로이드 큐브[7]
- TomTom Bandit[8]
- 샤오미 YiCamera[9]
- 리코 WG-M1
- Insta360
- DJI 오스모 액션(Osmo Action)

## 같이 보기
- 캠코더
- 디지털 카메라
- 수중사진
- 웹캠